# 10195 Nebraska
För andra betydelser, se Nebraska (olika betydelser).
10195 Nebraska eller 1996 RS5 är en asteroid i huvudbältet som upptäcktes den 13 september 1996 av den amerikanske amatörastronomen Robert Linderholm vid Lime Creek-observatoriet. Den är uppkallade efter den amerikanska delstaten Nebraska.
Asteroiden har en diameter på ungefär 10 kilometer.